# 豐田萌繪
豐田萌繪（日语：／ Toyota Moe，1995年3月15日—）是日本的女性聲優，Style Cube所屬。茨城縣出身。

## 人物
喜歡的食物是家系拉麵和燒肉。
2012年，第1回Style Cube聲優選拔合格，並成為Style Cube的研修生。同年9月，為《其中1個是妹妹！》的學生配音是聲優的出道作。
2013年，與同樣是研修生的伊藤美來加入了「StylipS」。並與伊藤同時從研修生成為正式成員。
2015年5月，與伊藤美來組成新團體「Pyxis」，並於2016年2月舉辦首場演唱會。

## 演出作品
※粗體字為主要角色。

### 電視動畫
2012年
- 其中1個是妹妹！（學生）
- 美少女死神 還我H之魂！（女學生）

2013年
- 白熊咖啡廳（山嵐俱樂部）
- 歸宅部活動記錄（審判）
- 境界的彼方（伊波櫻）
- 我要成為世界最強偶像（ED舞者）

2014年
- 最近，妹妹的樣子有點怪？（芽衣、網球社社員B）
- 咲-Saki- 全國篇（鹿倉胡桃[5]）
- 人生諮詢電視動畫「人生」（九條文）
- 愛·天地無用！（學生B）

2015年
- 吹響吧！上低音號（川島綠輝）
- 學戰都市Asterisk（樫丸可羅奈）

2016年
- 學戰都市Asterisk 第2期（樫丸可羅奈）
- 麵包與和平！（深川冬美）
- 吹響吧！上低音號2（川島綠輝）
- 星夢筆記（林薇薇）

2017年
- 動作女英雄啦啦水果（桃井初莉[6]）

2018年
- BanG Dream! Girls Band Party!☆PICO（松原花音）

2019年
- BanG Dream! 2nd Season（松原花音[7]）
- 信長老師的年幼妻子（熱田杏南[8]）
- 魔王陛下RETRY！（ハニトラ）

2020年
- BanG Dream! 3rd Season（松原花音）
- 闇影詩章（夜那月シオリ / 幼いシオリ）
- BanG Dream! Girls Band Party!☆PICO ～大份～（松原花音）
- 王之逆襲：意志的繼承者（珍[9]）

2021年
- 因為不是真正的夥伴而被逐出勇者隊伍，流落到邊境展開慢活人生（マヤ）
- BanG Dream! Girls Band Party!☆PICO Fever!（松原花音）

2022年
- BanG Dream! 少女樂團派對！5週年紀念動畫 -CiRCLE THANKS PARTY!-（松原花音）
- 小鳥之翼（迫井明美）
- 頂點!!!!!!!!!!!!!!!（牛久みさお）
- BORUTO-火影新世代-NARUTO NEXT GENERATIONS-（響）

2024年
- 吹響吧！上低音號3（川島綠輝[10]）
- 聲優廣播的幕前幕後（夕暮夕陽／渡邊千佳[11]）

### OVA
2013年
- kiss×sis（風紀委員）

2014年
- 最近，妹妹的樣子有點怪？（芽衣）※漫畫第7卷附BD特裝版

### 劇場版動畫
2015年
- 劇場版 境界的彼方 -I'LL BE HERE-（伊波櫻）

2016年
- 劇場版 吹響吧！上低音號——歡迎來到北宇治高校吹奏樂部（川島綠輝）

2017年
- 劇場版 吹響吧！上低音號——想傳達的旋律（川島綠輝）

2018年
- 莉茲與青鳥（川島綠輝）

2019年
- 劇場版 吹響吧！上低音號～誓言的終章～（川島綠輝）
- BanG Dream! FILM LIVE（松原花音[12]）

2021年
- BanG Dream! FILM LIVE 2nd Stage（松原花音）

2022年
- 劇場版 BanG Dream! Poppin'Dream!（松原花音）
- 劇場版IDOL舞SHOW（星月小春）

2023年
- 特別篇 吹響吧！上低音號～合奏團競賽篇～（川島綠輝[13]）

### 遊戲
2013年
- 妖精劍士f（庫拉拉[14]）

2014年
- *ω*Quintet（嘉娜迪可[15]）
- Herosplacement（芬里爾·懷特[16]）
- 女友伴身邊（小泉由佳）

2015年
- 白貓Project（[17]）

2016年
- GROOVE COASTER 3 LINK FEVER（[18]）

2017年
- BanG Dream! 少女樂團派對（松原花音）

2021年
- 蔚藍檔案（浦和花子）

2023年
- 超異域公主連結☆Re:Dive（琳德）
- Link! Like! Love Live!（日语：Link! Like! ラブライブ!）（村野司纱）

2024年
- Crash Fever (焦耳)
- 白荆回廊（芙蕖）

### RADIO
- Lip Style!!（bayfm、2013年4月 - ）與伊藤美來擔任隔週助手。

### 廣播劇CD
2013年
- 境界的彼方 Drama CD 鬧劇文藝部（伊波櫻）
- Drama CDvol.3（江口佳奈）

### 廣播CD
- 廣播CD 境界的彼方 〜不愉快廣播〜（嘉賓）

## 音樂作品
關於豐田萌繪以StylipS名義參加的活動，請參考「StylipS」；以Pyxis名義參加的活動，請參考「Pyxis」

### 角色歌
| 發售日   | 商品名稱                                             | 演唱名義                       | 歌曲                                                                                | 備註                                                            |
| 2014年   | 2014年                                               | 2014年                         | 2014年                                                                              | 2014年                                                          |
| -------- | ---------------------------------------------------- | ------------------------------ | ----------------------------------------------------------------------------------- | --------------------------------------------------------------- |
| 1月8日   | 境界的彼方 原聲帶                                    | 新堂愛與陪審員舞者             | 「」                                                                                | 網路動畫《境界的彼方 偶像裁判！～即使迷茫也要裁決之人～》插入曲 |
| 2月26日  |                                                      | 宮守女子高校                   | 「」                                                                                | 電視動畫《天才麻將少女 全國篇》片尾曲                           |
| 9月3日   | 人生諮詢電視動畫「人生」DVD & Blu-ray Vol.1 片尾曲CD | [ 成員 3 ]                     | 「」                                                                                | 電視動畫《人生諮詢電視動畫「人生」》片尾曲                      |
| 10月22日 | 人生諮詢電視動畫「人生」BD、DVD第2卷特典CD           | 九條文（豐田萌繪）             | 「」                                                                                | 電視動畫《人生諮詢電視動畫「人生」》相關歌曲                    |
| 10月22日 | PROMiSED ViSION／Good bye & Good luck                | *ω*Quintet                     | 「PROMiSED ViSION」 「Good bye & Good luck」                                        | 遊戲《Omega Quintet》主題曲                                     |
| 12月10日 | *ω*Quintet PV SONGS                                  | *ω*Quintet                     | 「Inchoate voice」 「Eureka」 「MOVE*MENTER」 「」 「Complex:CRESCENT」             | 遊戲《Omega Quintet》相關歌曲                                   |
| 12月10日 | *ω*Quintet PV SONGS                                  | （豐田萌繪）                   | 「MOVE*MENTER」                                                                     | 遊戲《Omega Quintet》相關歌曲                                   |
| 2015年   |                                                      |                                |                                                                                     |                                                                 |
| 1月21日  | 人生諮詢電視動畫「人生」BD、DVD第5卷特典CD           | featuring 赤松勇樹（內匠靖明） | 「」                                                                                | 電視動畫《人生諮詢電視動畫「人生」》相關歌曲                    |
| 5月13日  |                                                      | 北宇治四重奏                   | 「」                                                                                | 電視動畫《吹響吧！上低音號》片尾曲                              |
| 5月13日  | 「」                                                 | 北宇治四重奏                   | 電視動畫《吹響吧！上低音號》相關歌曲                                                |                                                                 |
| 7月15日  | 吹響吧！上低音號角色歌 Vol.3 川島綠輝                | 川島綠輝（豐田萌繪）           | 電視動畫《吹響吧！上低音號》相關歌曲                                                | 「」 「I LOVE MUSIC」                                           |
| 2016年   |                                                      |                                |                                                                                     |                                                                 |
| 3月30日  | GROOVE COASTER ORIGINAL SOUNDTRACK BOOST             | （豐田萌繪）                   | 「LINK LINK FEVER!!!～GROOVE COASTER Style～」 「LINK LINK FEVER!!!～FULL Style～」 | 遊戲《GROOVE COASTER 3 LINK FEVER》相關歌曲                     |
| 11月2日  |                                                      | 北宇治四重奏                   | 「」                                                                                | 電視動畫《吹響吧！上低音號2》片尾曲                             |
| 11月2日  | 「LINK UP!!!」                                       | 北宇治四重奏                   | 電視動畫《吹響吧！上低音號2》相關歌曲                                               |                                                                 |

## 相關項目
- StylipS（豐田、伊藤所屬的聲優組合）

### 團體成員
1. ↑  新堂愛（山岡百合）、栗山未來（種田梨沙）、名瀨美月（茅原實里）、伊波櫻（豐田萌繪）
2. ↑  小瀨川白望（長妻樹里）、愛絲琳·維休亞特（水野麻梨子（日语：水野マリコ））、鹿倉胡桃（豐田萌繪）、臼澤塞（佐藤利奈）、姊帶豐音（內田真禮）
3. 1 2  遠藤梨乃（新田日和）、九條文（豐田萌繪）、鈴木郁美（諏訪彩花）、村上繪美（大西沙織）、二階堂彩香（前田玲奈）
4. ↑  （飯田里穗）、（田邊留依）、（山崎惠理）、（豐田萌繪）、（水瀨祈）
5. 1 2  黃前久美子（黑澤朋世）、加藤葉月（朝井彩加）、川島綠輝（豐田萌繪）、高坂麗奈（安濟知佳）

## 外部連結
- （日語）StyleCube Live Stage 官方Blog「HAPPY LIVE STYLE」（页面存档备份，存于） - 與伊藤、其他研修生共同使用。
- （日語）豐田萌繪官方Blog 「TOYOTA MOE」 （页面存档备份，存于） - Ameba BLOG（2013年7月6日－）
- （日語）豐田萌繪的X（前Twitter）